# Hae Dong Gumdo
Hae Dong Gumdo, ook wel geschreven als Hai Dong Gumdo, is de naam die vanaf ongeveer 1982 gebruikt wordt voor een Koreaanse vechtkunst waarbij het gebruik van het Koreaanse zwaard centraal staat. De naam Hae Dong Gumdo is naar men beweert, afkomstig van Haedong Seongguk Balhae (海東盛國渤海), een naam van het koninkrijk Balhae. De zwaardkunst is een creatie van Jung Ho Kim and Han Il Na als afgeleide van het Shimgumdo dat zij van Chang Sik Kim hadden geleerd. Door conflicten werden de twee oprichters elkaars rivalen en hebben zij in een rechtszaak in Korea een officiële verklaring afgelegd voor de oorsprong van de zwaardkunst in kwestie. Hierin staat dat Haidonggumdo een nieuw ontworpen gevechtskunst is, dat de naam Haidonggumdo is bedacht door Tae Min Choi, een leerling van Jung Ho Kim, dat de oprichters zijn begonnen met een Shimgumdo school en later de naam hebben veranderd en dat Haidonggumdo een samenvoeging is van Shimgumdo en Gichun.

## Techniek
De technieken van het Hae Dong Gumdo zijn afkomstig van Shimgumdo, een Koreaanse variant van het Japanse Kendo. In tegenstelling tot het Koreaanse kumdo ligt de nadruk niet op het duel maar op de dynamiek en tactiek van het slagveld.
Een van de tests die een haedong gumdo beoefenaar af moet leggen tijdens zijn examens, is het uit slaan van een of meerdere kaarsen. Hierbij mag de kaars niet geraakt worden met het zwaard. De kaars moet dus uitgeblazen worden door de lucht die met de zwaardslag verplaatst wordt.

## Zwaarden
Een Hae Dong Gumdo beoefenaar begint zijn studie met een houten zwaard, mokgeom (목검). Later maakt de mokgeom plaats voor de gageom (가검), een onscherp zwaard vaak vervaardigt van aluminium. Vanaf de 1ste dan mogen volwassen beoefenaars hun studie vervolgen met de jingeom (진검), een zwaard met een scherpe snede. De jingeom wordt gebruikt om diverse voorwerpen te snijden. Veel gebruikte oefenmaterialen voor het oefenen van zwaardsnedes zijn de zogenaamde jipdan (짚단) en bamboe (대나무) staken. Maar ook krantenpagina's en allerlei soorten fruiten worden hiervoor gebruikt.

## In de lage landen
In Europa wordt sinds 2000 lesgegeven in Hae Dong Gumdo door meester Han Sang Hyun (한상현), zesde dan, van de World Haidong Gumdo Federation. In Nederland wordt leiding gegeven door Robbin Baly die aan het hoofd staat van de Netherlands Haidong Gumdo Association.